# Mini (2006-2014)
Pour les articles homonymes, voir Mini.
La Mini est une automobile de type citadine premium produite par le constructeur germano-britannique Mini. Elle est la troisième génération de Mini depuis 1959 et la seconde depuis la reprise de la marque par le groupe BMW en 2000.

## Genèse
Une nouvelle version Mini (dite Mini 3, désignation interne R56) est lancée en novembre 2006 par BMW afin de moderniser notamment la partie moteur de sa citadine.

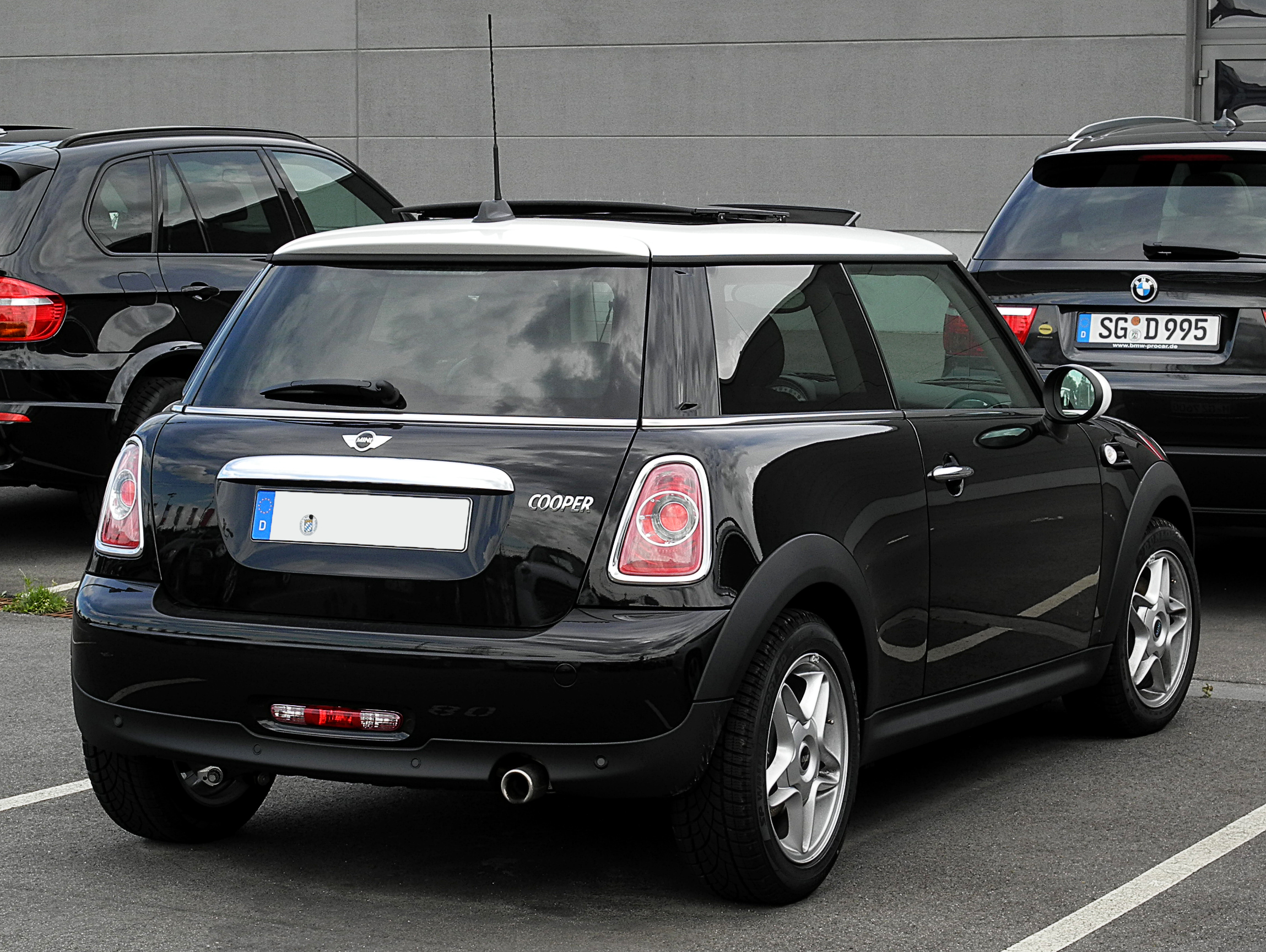
Vue arrière Mini Cooper R56, (Düsseldorf, Allemagne)

Les premières versions disponibles furent les Mini Cooper (120 ch) et Mini Cooper S (175 ch). Suivent début 2007, les Mini One (95 ch) et Mini Cooper D (110 ch), puis en août 2008 la Mini Cooper John Cooper Works (211 ch). Début 2009 arrivent la Mini One remotorisée (75 ch) et la Mini One D (90 ch). Enfin en 2011, la Mini Cooper SD (143 ch).

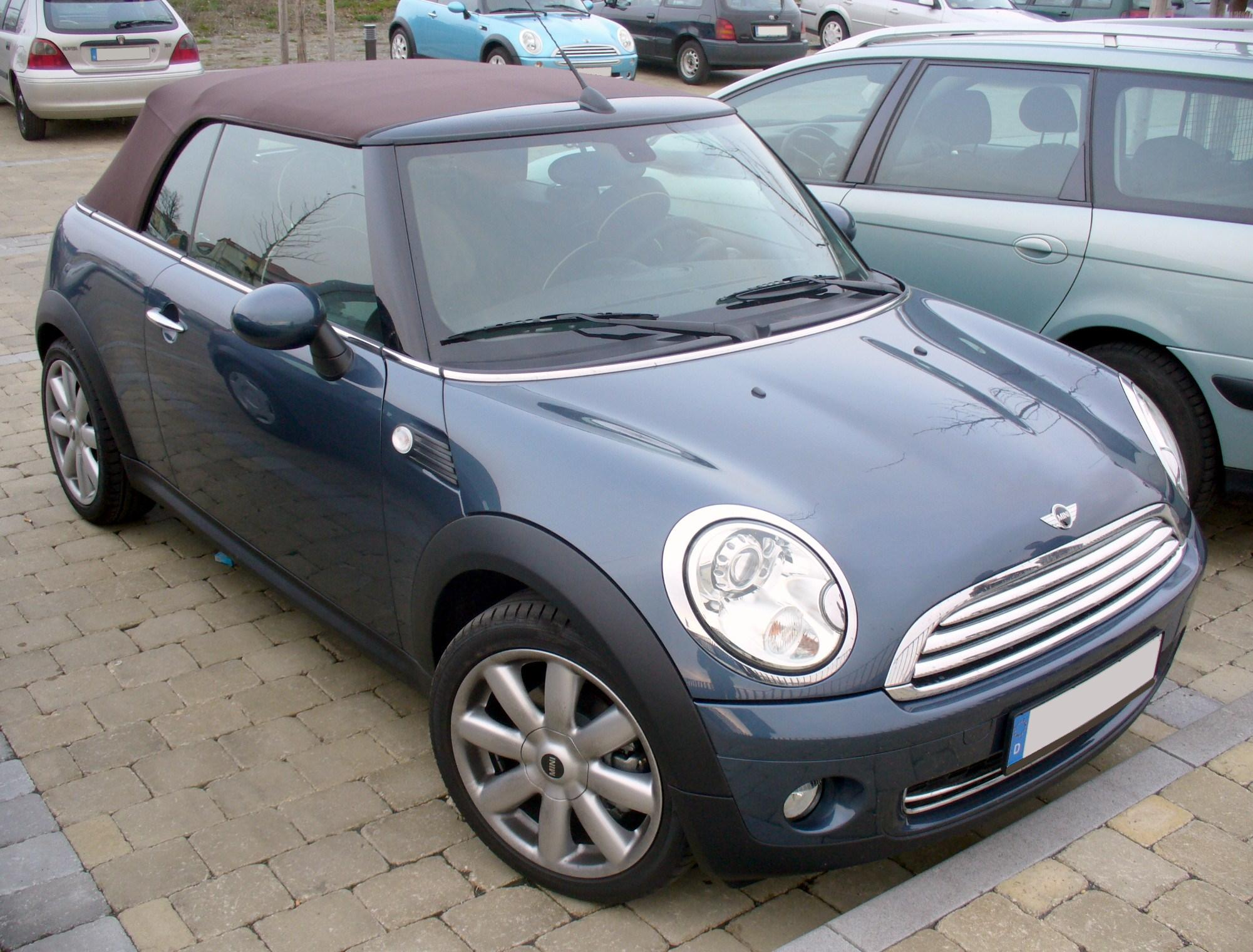
Mini Cooper Cabriolet R57 Horizon Blue (Allemagne)

La version cabriolet de la Mini 3, (R57) est quant à elle commercialisée au printemps 2009 en Cooper, Cooper S et John Cooper Works. Les versions diesel, D et SD, arriveront en 2011 dans le cadre d'une remise à niveau de l'ensemble de la gamme.
Seuls les connaisseurs peuvent remarquer les différences extérieures entre une Mini 2 et une Mini 3. Pourtant, le constructeur n’a pas fait dans le recyclage : seuls le toit et le pare-brise seraient identiques à ceux de la Mini 2[réf. nécessaire]. La prise d’air sur le capot de la Cooper S est maintenue (elle est apparue sur les Mini 2 Cooper S) mais c’est devenu un appendice esthétique qui ne fait que dégrader l’aérodynamique, cette prise d’air est maintenant obstruée.
Cette petite voiture, plutôt gourmande en carburant dans sa version Mini 2, devient plus sobre (environ 20 % de baisse [réf. nécessaire] de consommation pour les Cooper et Cooper S). Cette baisse est obtenue grâce à l'évolution des moteurs et l'allègement des masses non suspendues (très importantes pour la tenue de route), notamment grâce à l’utilisation partielle de pièces en aluminium mais aussi par l'adaptation de la technologie Efficient Dynamics de BMW sur certains modèles.
Mini restyle toute la gamme en 2010.

## Berline et cabriolet (types R56 et R57)

### L'évolution par rapport à la Mini II
- La partie visible

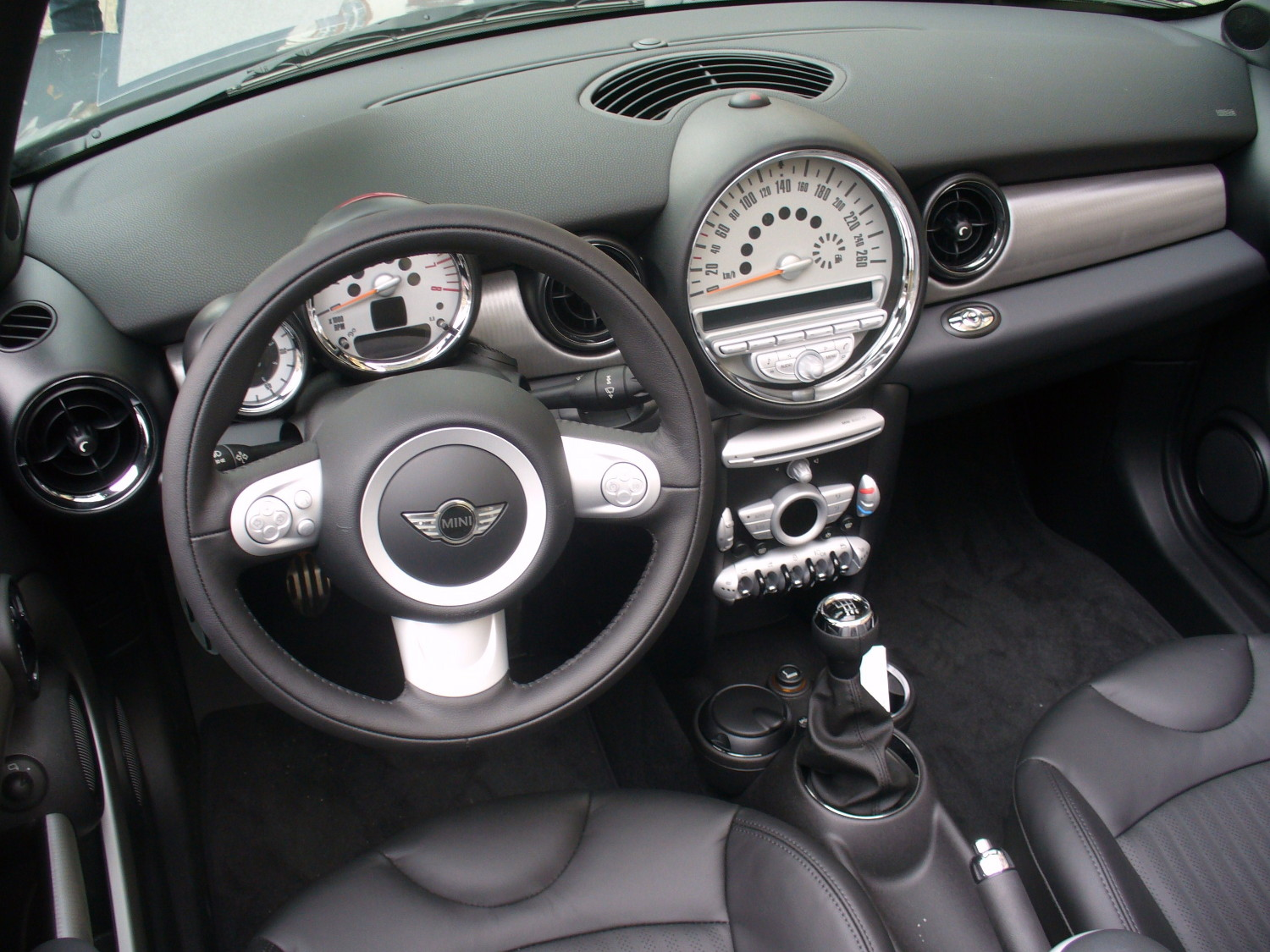
Tableau de bord d'une Mini Cooper S Cabriolet R57

L’intérieur est une évolution de celui de la Mini 2. Le tachymètre posé au centre du tableau de bord est nettement plus grand (sans doute pour pouvoir loger l’option GPS qui dispose maintenant d’un écran plus important). La qualité des matériaux utilisés semble en hausse par rapport à la version précédente.
Les places arrière offrent toujours un espace limité pour les jambes, la hauteur entre l’assise et le toit de la voiture est cependant meilleure (les grands ne se cognent plus la tête). Il y a une option d’ambiance d’éclairage intérieur pouvant passer dans différentes teintes suivant l’humeur. La liste des options est longue, comme chez BMW.
- La pratique

La direction des Mini 3 est entièrement électrique (solution provenant de l’équipementier JTEKT). Le moteur d’assistance ne fait pas appel à une assistance hydraulique (plus encombrante, plus lourde et nécessitant la surveillance de la qualité du fluide). Cette gestion est asservie par la vitesse du véhicule mesurée en sortie de boîte de vitesses. Cette assistance est discrète dès que la voiture roule, ce qui évite l’impression de direction molle particulièrement inadaptée sur les véhicules sportifs, de plus certaines stratégies s’activant sous certaines conditions (vitesse volant, accélération…) permettent un ressenti volant proche de celui d’une direction sans assistance. La colonne de direction est réglable en hauteur et en profondeur.
L’accélérateur est également « électrique ».

### Les nouvelles motorisations: l'association avec PSA et l'arrivée de BMW

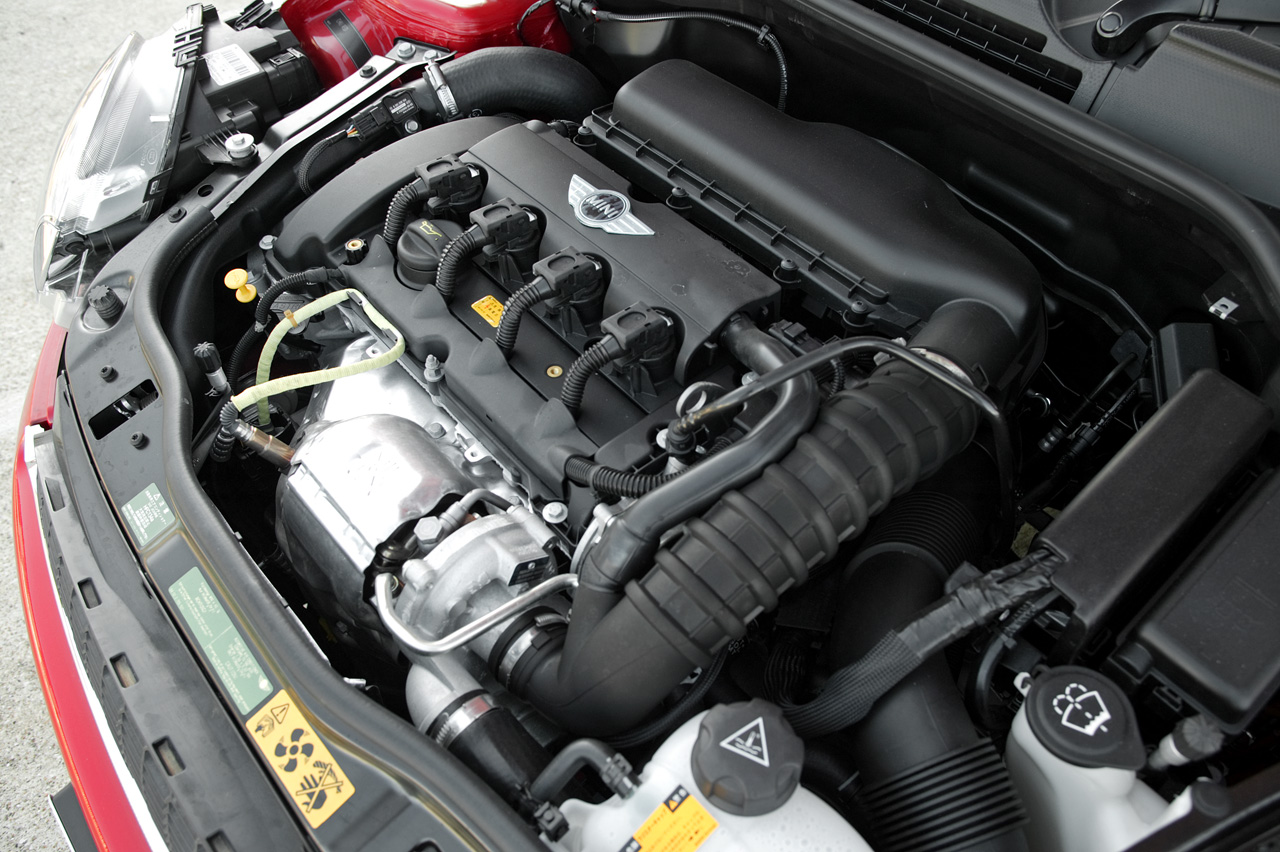
Moteur 1,6 L THP 175 ch d'une Mini Cooper S

Les moteurs essence des Cooper et Cooper S ont été quant à eux complètement revus (seule la cylindrée ne change pas). Ils sont maintenant le fruit d’un travail conjoint entre BMW et PSA, c'est-à-dire que BMW produit la carcasse de la voiture et PSA fabrique le moteur. La production est réalisée à Douvrin à la Française de mécanique).
Les plus puissants sont des blocs quatre cylindres de la famille Prince, équipés d'un turbocompresseur Twin Scroll, d’un carter semelle et d’une pompe à huile performante (à débit variable en fonction de la pression) généralement installé dans les moteurs sportifs de haut de gamme. De même la pompe à eau, avec son mécanisme de débrayage, marque la volonté de BMW de doter la petite Mini d’un moteur performant. Le résultat est très probant, le couple est particulièrement élevé dans la version Cooper S ce qui permet de réaliser des accélérations dignes de véhicules de catégories supérieures (on la compare souvent aux Golf GTi ou Clio RS par exemple)[réf. nécessaire]. Le bruit reste soigné même si certains regrettent déjà le sifflement caractéristique du compresseur des Mini 2 Cooper S[réf. souhaitée].
La Cooper dispose aussi d'une version atmosphérique du 1,6 L. Le traditionnel papillon de gaz a été remplacé par une technologie pointue d’admission dite Valvetronic développée par BMW, les arbres à cames d’admission et d’échappement sont tous les deux à calage variable et l’injection est multipoint. Toutefois, cette version manque de « nerfs » à bas régime, le couple maximum est atteint à 4 250 tr/min contre 1 600 tr/min pour la version 175 ch.
La Mini One est apparue en 2007, équipée d'un moteur 1,6 L de 75 ch. Ce moteur a été remplacé en janvier 2010 par un nouveau 1,4 L de la série économique Minimalism, disponible en deux exécutions de puissance: 75 et 98 ch.
La version diesel pour la première fois disponible en finition Cooper, passe de 88 ch à 110 ch en émettant 104 g/km de CO2. C’est un moteur diesel PSA de 1,6 L en version HDi qui a été choisi pour remplacer le bloc Toyota. Une version dégonflée à 90 ch, la Mini One D est relancée en 2009, tandis qu'une version poussée à 143 ch est proposée sur la Cooper SD à compter de janvier 2011. Il s'agit dans ce dernier cas d'un moteur 2,0 Ld'origine BMW.
| Versions Essence                | Versions Essence                                 | Versions Essence | Versions Essence               | Versions Essence                    | Versions Essence           |
| Modèle                          | Moteur                                           | Cylindrée        | Puissance                      | Couple                              | Dates de commercialisation |
| ------------------------------- | ------------------------------------------------ | ---------------- | ------------------------------ | ----------------------------------- | -------------------------- |
| Mini One 1,4 L 75 ch            | 1,4 litre, 4 cylindres 16 soupapes               | 1 397 cm3        | 55 kW (75 ch) à 5 500 tr/min   | 120 N m à 2 500 tr/min              | depuis 2009                |
| Mini One 1,4 L 95 ch            | 1,4 litre, 4 cylindres 16 soupapes               | 1 397 cm3        | 70 kW (95 ch) à 6 000 tr/min   | 140 N m à 4 000 tr/min              | entre 2007 et 2010         |
| Mini One 1,6 L 75 ch Minimalist | 1,6 litre, 4 cylindres 16 soupapes               | 1 598 cm3        | 55 kW (75 ch) à 6 000 tr/min   | 140 N m à 4 000 tr/min              | depuis 2010                |
| Mini One 1,6 L 98 ch Minimalist | 1,6 litre, 4 cylindres 16 soupapes               | 1 598 cm3        | 72 kW (98 ch) à 6 000 tr/min   | 153 N m à 3 000 tr/min              | depuis 2010                |
| Mini Cooper                     | 1,6 litre, 4 cylindres 16 soupapes               | 1 598 cm3        | 88 kW (120 ch) à 6 000 tr/min  | 160 N m à 4 250 tr/min              | de 2006 à 2010             |
| Mini Cooper                     | 1,6 litre, 4 cylindres 16 soupapes               | 1 598 cm3        | 90 kW (122 ch) à 6 000 tr/min  | 160 N m à 4 250 tr/min              | depuis 2010                |
| Mini Cooper S                   | 1,6 litre, Turbo, 4 cylindres 16 soupapes        | 1 598 cm3        | 128 kW (175 ch) à 5 500 tr/min | 240 N m entre 1 600 et 5 000 tr/min | de 2006 à 2010             |
| Mini Cooper S                   | 1,6 litre, Turbo, 4 cylindres 16 soupapes        | 1 598 cm3        | 134 kW (184 ch) à 5 500 tr/min | 240 N m entre 1 600 et 5 000 tr/min | depuis 2010                |
| Mini John Cooper Works          | 1,6 litre, Turbo, 4 cylindres 16 soupapes        | 1 598 cm3        | 155 kW (211 ch) à 6 000 tr/min | 260 N m entre 1 850 et 5 600 tr/min | depuis 2008                |
| Versions Diesel                 |                                                  |                  |                                |                                     |                            |
| Mini One D                      | 1,6 litre, 4 cylindres, Turbodiesel Common-Rail  | 1 560 cm3        | 66 kW (90 ch) à 4 000 tr/min   | 215 N m entre 1 750 et 2 000 tr/min | depuis 2009                |
| Mini One D                      | 1,6 litre, 4 cylindres, Turbodiesel Common-Rail  | 1 598 cm3        | 66 kW (90 ch) à 4 000 tr/min   | 215 N m entre 1 750 et 2 000 tr/min | depuis 2011                |
| Mini Cooper D                   | 1,6 litre, 4 cylindres, Turbodiesel Common-Rail  | 1 560 cm3        | 80 kW (109 ch) à 4 000 tr/min  | 240 N m entre 1 750 et 2 000 tr/min | de 2007 à 2011             |
| Mini Cooper D                   | 1,6 litre, 4 cylindres, Turbodiesel Common-Rail  | 1 598 cm3        | 82 kW (112 ch) à 4 000 tr/min  | 270 N m entre 1 750 et 2 250 tr/min | depuis 2011                |
| Mini Cooper SD                  | 2,0 litres, 4 cylindres, Turbodiesel Common-Rail | 1 995 cm3        | 105 kW (143 ch) à 4 000 tr/min | 305 N m entre 1 750 et 2 700 tr/min | depuis 2011                |

1.  ASC+TAutomatic Stability Control + Traction, contrôle automatique de stabilité et de motricité, système de sécurité active qui cherche à réduire les effets des pertes d’adhérence, c’est un système qui est couplé à l’ABS.
2.  DSCDynamic Stability Control est l’ESP de BMW, où ESP signifie Elektronisches Stabilitätsprogramm en allemand, c’est un équipement de sécurité active destiné à corriger des écarts brusques de trajectoire d’un véhicule automobile, il peut agir sur l’injection et sur le freinage, il travaille en coordination avec les autres systèmes actifs sur le freinage.
3.  ABSAntiblockiersystem, en allemand, c’est le système de sécurité active qui évite le blocage des freins, il est souvent couplé aujourd’hui au répartiteur électronique de freinage entre les essieux (EBD, Electronic Brakeforce Distribution), le contrôleur électronique de la pression de freinage en courbe (CBC, Cornering Brake Control) et une assistance au freinage d’urgence.
4.  EPASElectric Power Assisted Steering, direction assistée électrique.

## Les sportives
- Cooper S 175 ch

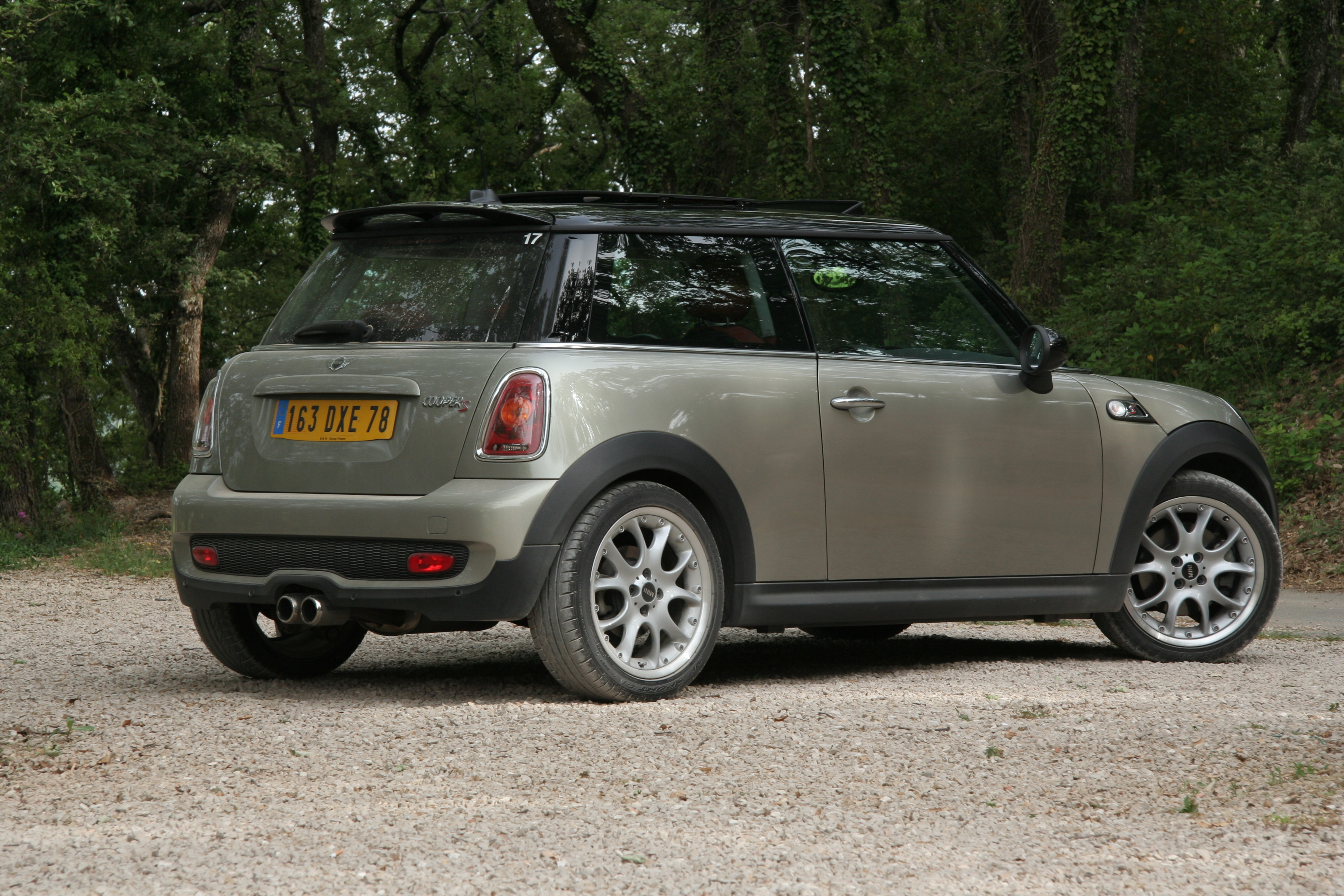
Mini III Cooper S 175 ch R56 Sparkling Silver (France)

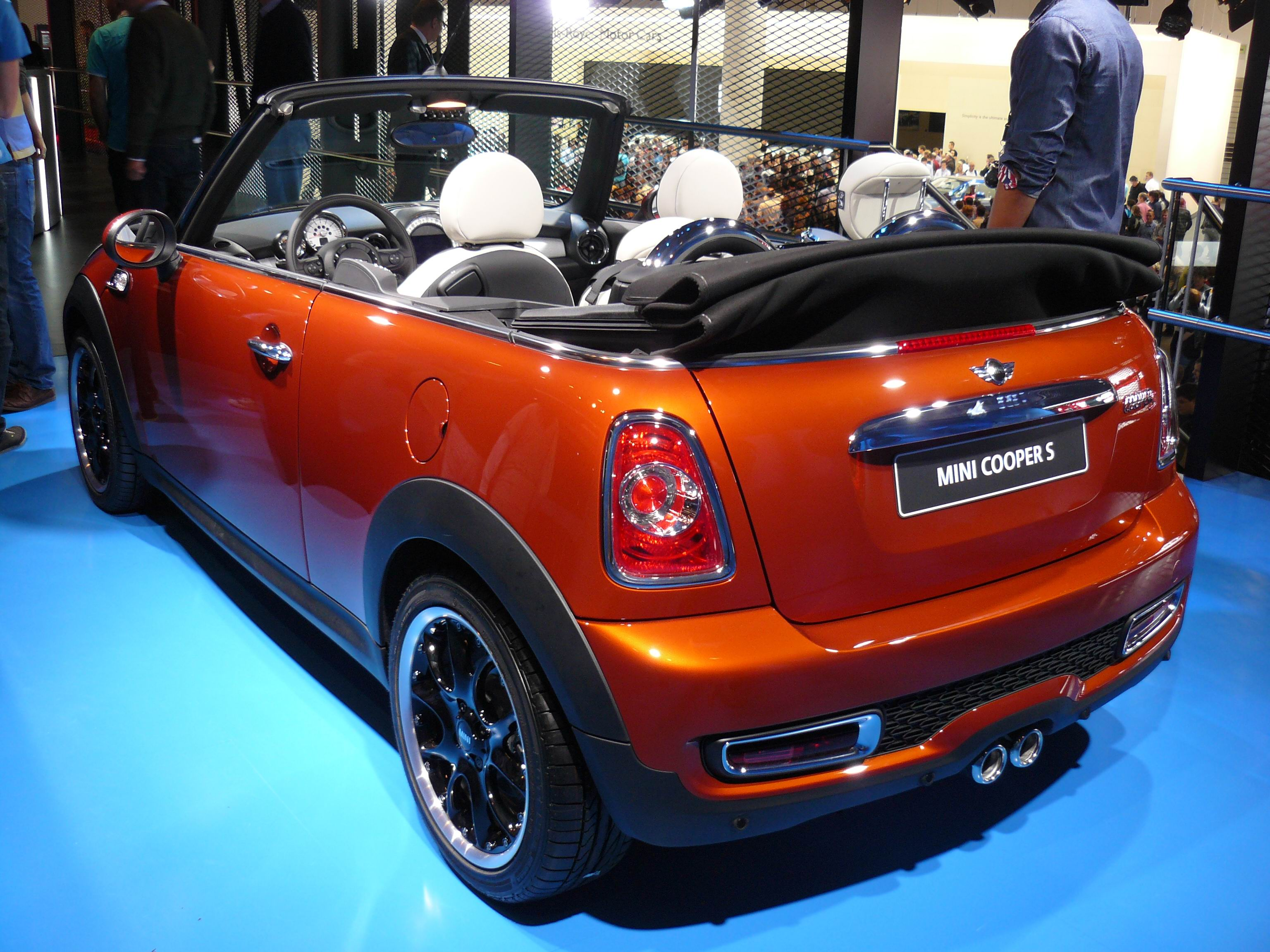
Mini Cooper S 184 ch Cabriolet Salon de Francfort 2011

Cette version "sportive" (Cooper S) repose maintenant sur un turbocompresseur (à la place du compresseur de la Mini 2 Cooper S) avec une fonction d’overboost, le couple passe rapidement de 240 N m à 260 N m en appuyant brutalement à fond sur l’accélérateur et permet de meilleures accélérations (par surpression du turbocompresseur). Le moteur est dimensionné pour cette brutalité, par exemple, les soupapes sont remplies de sodium (technique fréquente dans les moteurs turbocompressés). Il est possible de sélectionner, en option, un différentiel à glissement limité (taré à 25 %, piloté par le couple, l’écart de couple entre les deux demi arbres avants ne peut pas dépasser 75 %), il peut résoudre certains problèmes de motricité notamment en sortie de virage, mais attention au coup de volant nécessaire pour rattraper son effet !
Cette version peut être conçue avec un châssis sport (raffermissement des suspensions) et dispose d’une option (déconnectable) pour rendre la direction plus ferme et l’accélérateur plus sensible. La Cooper S procure de vraies sensations de conduite sportive, en particulier, elle dispose de très bonnes aptitudes à passer les virages (l’« effet kart » de la Mini 2 est bien conservé). La boîte de vitesses (réalisée par Getrag) est très bien étagée, les performances en accélération sont bonnes tout en préservant un 6e rapport suffisamment long pour conserver un régime moteur supportable pour les longs trajets sur autoroute (à 130 km/h). Les reprises sont meilleures qu’avec la Mini 2 Cooper S, le turbo et l’injection directe haute pression font leur effet. Toutefois, certains reprochent à ce moteur turbo de « ne plus rien avoir » après 5 500 tr/min[réf. souhaitée].
Seuls les freins restent un cran en dessous (point faible récurrent chez BMW). Ils manquent d’endurance en conduite très musclée.
- Cooper S 184 ch

Au printemps 2010, la Cooper S gagne en puissance (le couple reste inchangé) et la consommation est revue à la baisse (6,8 L/100 en moyenne).
- Mini John Cooper Works 211 ch

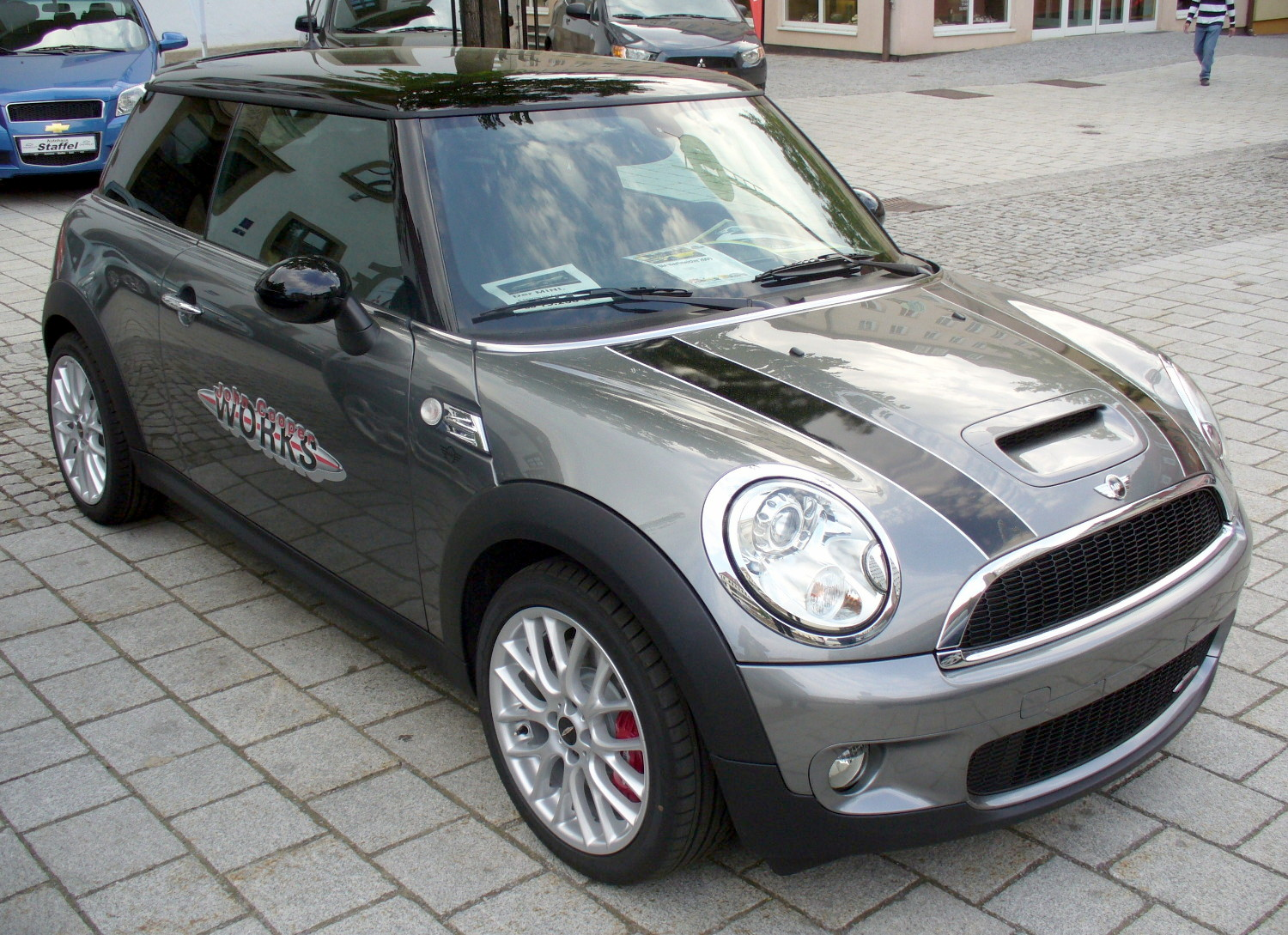
Mini John Cooper Works R56 Dark Silver (Allemagne)

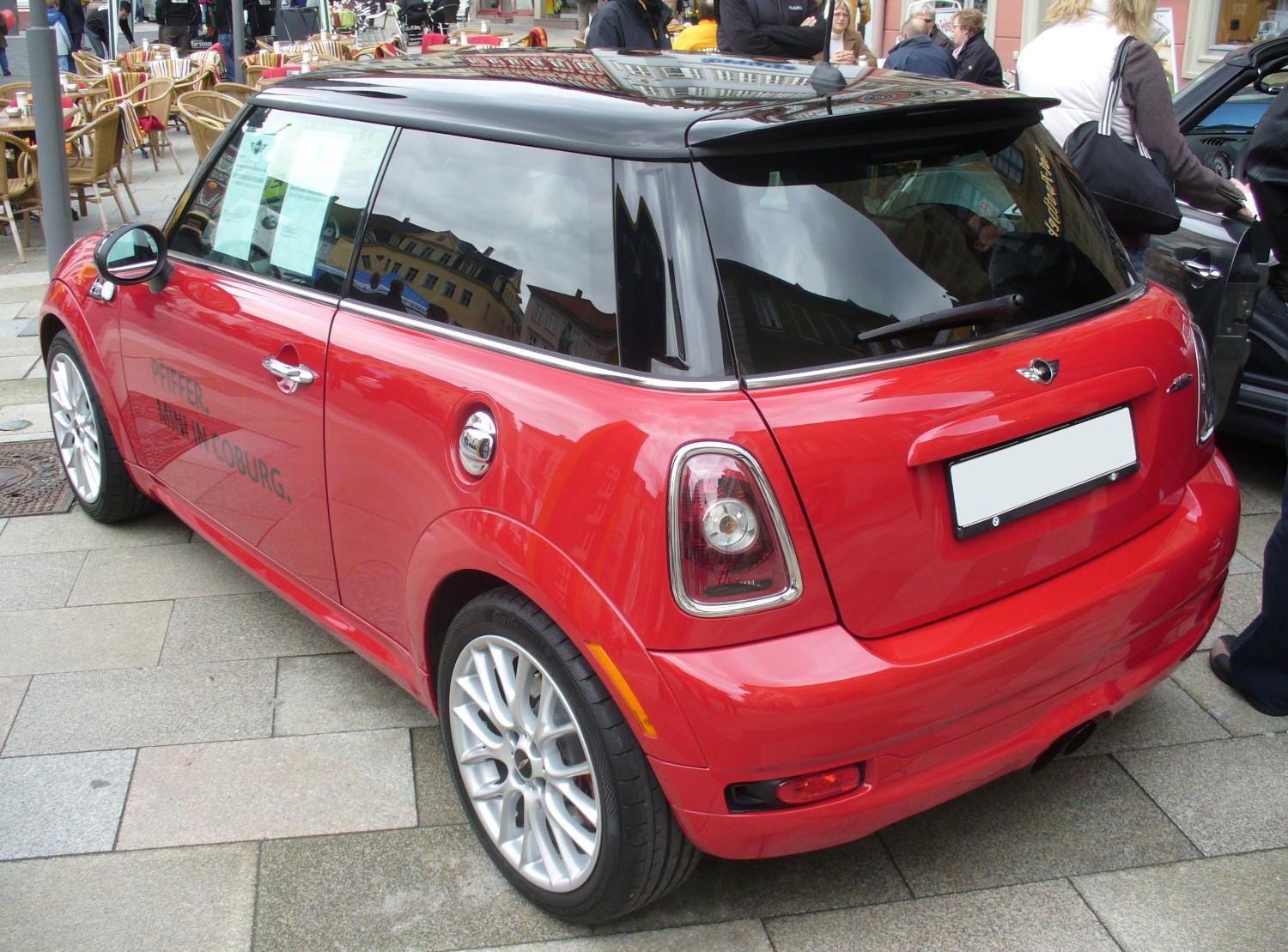
Mini R56 JCW R56 Chili Red Chili (version États-Unis, photo prise en Allemagne)

En août 2008, la version John Cooper Works (le préparateur « maison ») augmente la puissance moteur, pour atteindre 211 ch à 6 000 tr/min et un régime maximum à 6 500 tr/min (ce qui gomme - au moins en partie - le principal reproche de la Cooper S).
Cette version améliore son freinage avec des étriers fixes à l'avant dotés de quatre pistons et de disques ventilés 316 × 22 mm (Disques pleins 280 × 10 mm à l'arrière).
Ce kit freins renforcés John Cooper Works est disponible pour le reste de la gamme en accessoires.
Côté amortissement (quasi identique à la Cooper S), on a le choix entre la suspension d'origine ou la suspension sport optionnelle.
Pour avoir accès à la suspension John Cooper Works (qui abaisse l'auto de 10 mm environ) qui est composée de nouveaux amortisseurs, ressorts, barres stabilisatrices aux diamètres augmentés à l'avant comme à l'arrière ; il faut puiser dans le catalogue d'accessoires et faire monter cette dernière en seconde monte.
- Cooper SD

Apparue en 2011, la Mini Cooper SD est équipée d'un moteur 2,0 L (1 995 cm3) à rampe commune développant 143 ch et 305 N m qui est également proposé sur les autres carrosseries. Ce moteur d'origine BMW lui permet des accélérations et une vitesse de pointe qui la rapproche des performances de la Cooper S, avec des reprises étonnantes dues à son couple constant de 1 750 à 2 700 tr/min. Cette version est disponible aussi bien en boîte manuelle qu'en boîte automatique Steptronic avec palettes au volant.

## 2008: La Mini E, un test grandeur-nature

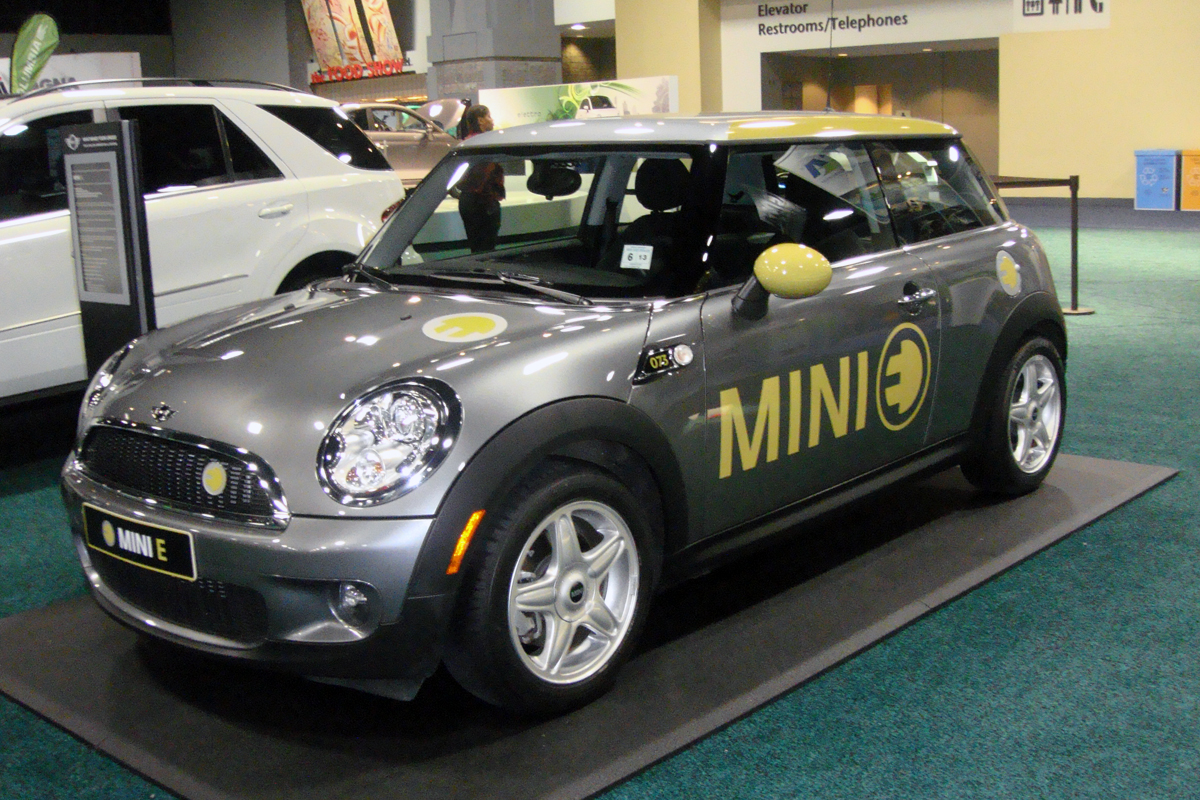
Mini E vue avant (États-Unis)

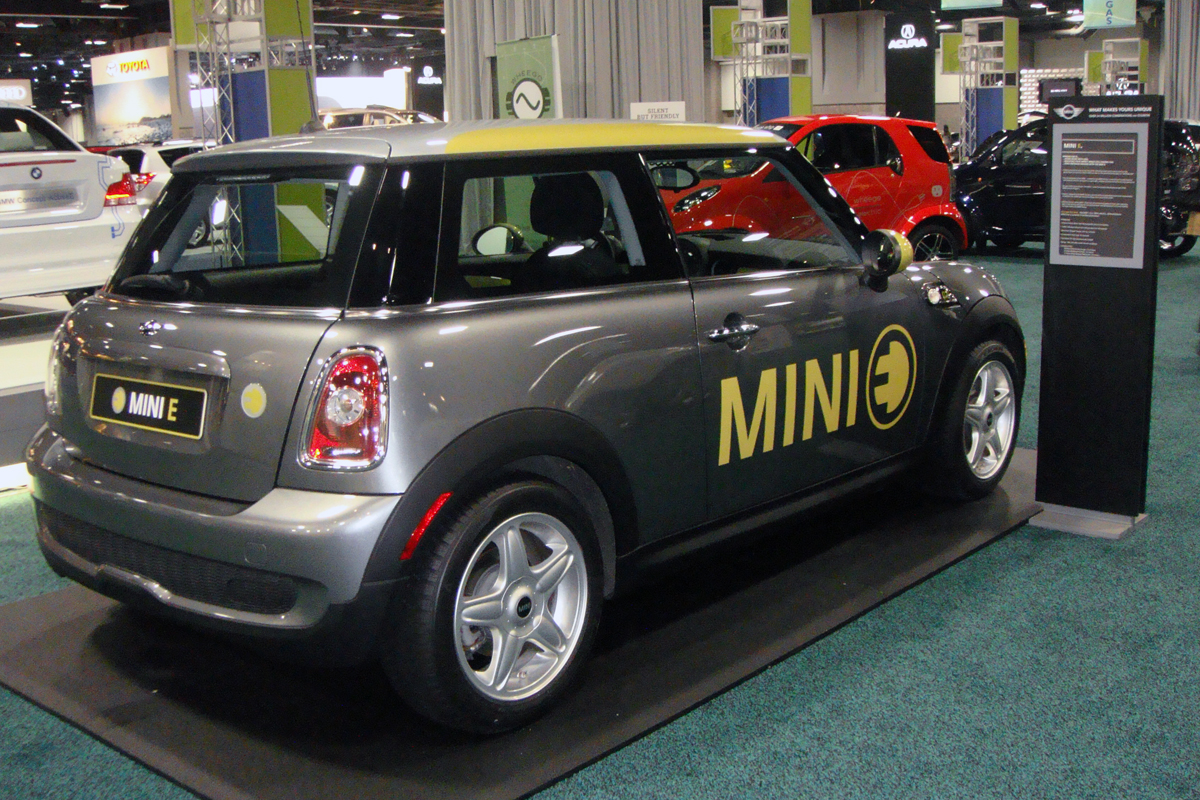
Mini E vue arrière (États-Unis)

Prototype présenté au Los Angeles Auto Show en fin d'année 2008, les premiers exemplaires sont testés en location par une clientèle triée sur le volet à partir de 2009 à Los Angeles et à New York uniquement. D'autres véhicules furent testés en Grande-Bretagne à partir de décembre 2009 sur 2 périodes consécutives de 6 mois. Au total 500 Mini E ont ainsi été testées par des particuliers, dont 170 en Allemagne entre 2009 et 2010, et 10 exemplaires en France en 2010 (quelques exemplaires ont également circulé en Chine et au Japon à la même période).
La Mini E est équipée d'un moteur électrique développant 204 ch sur les roues avant et utilise une batterie au Lithium-ion qui alourdit le véhicule de 259 kg mais surtout supprime les places arrière. Son autonomie maximum a été homologuée officiellement à 237,1 km dans des conditions réelles d'utilisation, lors d'une compétition organisée en Pennsylvanie en mai 2010.
Toutes les Mini E sont peintes en Dark Silver avec toit et coques de rétroviseurs jaune fluo.
Fin 2002, trois prototypes de Mini II auraient été construits spécialement pour le film Braquage à l'italienne, si l'on en croit le site IMDb.

## Les dérivés hors-série de la Mini III
Le succès de la Mini, s'il est bien-sûr dû avant tout à son design hors-norme, à ses nombreuses qualités et ses possibilités de personnalisation presque sans limites, doit aussi à ses campagnes marketing ciblées et à ses incessantes séries spéciales produites en quantités plus ou moins limitées qui lui permettent de rester au cœur de l'actualité et de toujours susciter l'envie. En voici une liste qui ne se veut pas exhaustive:

### Les modèles uniques
- Cooper Mario Testino (2007, exemplaire unique)

Réalisé et vendu aux enchères à l'occasion du Life Ball 2007. La base est de couleur Midnight Black avec toit et jantes noires sur laquelle le photographe de mode a apposé un film plastique représentant des feux d'artifice de couleur jaune donnant à l'ensemble un contraste saisissant. Ce véhicule a été adjugé sur ebay le 10 juin 2007 pour la somme de 24 550 €
- Cooper S Graham Knuttel (2007, exemplaire unique pour l'Irlande)

Peinte par l'artiste irlandais à la demande de l'importateur du pays, cette Cooper S à toit ouvrant panoramique fit d'abord le tour des cinquante concessionnaires du pays avant d'être mise aux enchères au profit d'œuvres caritatives.
De cette auto fournie sans peinture, Knuttel fit une œuvre d'art à dominante bleue (en dehors des boucliers peints en noir) difficile à décrire : des dessins naïfs représentant un poisson et la natation, mais aussi les oiseaux pour la partie haute. Le but étant de suggérer à la fois l'aventure et la sympathie pour l'environnement. Seul l'arrière tranche avec son hayon à dominante rouge
- Cooper S George Harrison Édition (2009, réalisée en 1 seul exemplaire, Grande-Bretagne)

De couleur Chili Red avec ses jantes et rétroviseurs dorés, cette Cooper S reprend les motifs de peinture psychédélique inspirés de yantras et de mantras Sanskrit réalisés sur la Mini qui avait été offerte à George Harrison en 1966 par Brian Epstein, le manager des Beatles de l'époque.
L'auto est offerte à Olivia Harrison en juin 2009 à l'occasion du festival annuel Mini United, pour le compte de l'association humanitaire Material World Charitable Foundation créée par George Harrison en 1973. Elle fera ensuite le tour des concessions anglaises avant d'être mise aux enchères à la fin de la même année
- Cooper cabriolet Blonds (2009, exemplaire unique)

Réalisé et vendu aux enchères à l'occasion de la 17e édition du Life Ball en 2009.
Modèle exclusif créé par les stylistes Philip et David Blond en hommage à la chanteuse Katy Perry, cette Cooper Cabriolet est recouverte d'un film rose façon léopard avec des passages de roues et des bas de caisse noirs laqués, et d'une sellerie noire en imitation fourrure rase. À chaque rétroviseur extérieur sont pendus deux glands noirs, et le pare-brise est rétréci par un arrondi teinté noir dont les parties extérieures supérieures se voient affublées d'oreilles noires avec des plumes blanches. L'antenne au sommet du pare-brise indique que le modèle est équipé d'un GPS.
Elle sera acquise sur ebay fin mai 2009 par un particulier anonyme, à la suite d'une enchère de départ de 10 €
- Cooper S Diane von Fürstenberg (2010, exemplaire unique)

Réalisée par la créatrice belgo-américaine et vendue aux enchères à l'occasion du Life Ball 2010, cette Cooper S Red Chili à toit et jantes 17 pouces blanches présente la particularité d'être décorée d'innombrables bouches façon rouge à lèvre de couleurs blanche, jaune, orange, rose et rouge flottant sur la carrosserie, remontant sur les vitres arrière pour finir sur l'arrière du toit. Un logo stylisé DVF prolonge la prise d'air factice du capot moteur. Les extensions d'ailes étant noires laquées.
L'intérieur noir est égayé par la systématisation d'entourages rouge-orangé sur les cadrans, aérateurs, volant et boule de levier de vitesse. La sellerie cuir noir comportant des liserés de la même couleur et des appuie-têtes siglés DVF
- Cooper cabriolet Cole (en) (2010, exemplaire unique)

Réalisé et vendu aux enchères à l'occasion du Life Ball 2010
- Cooper Paul Weller (2010, exemplaire unique)

Réalisée par le chanteur des Jam sur la base d'une Cooper 2009 avec jantes 17 pouces Crown Spoke et pack chrome extérieur, vendue aux enchères au profit des associations caritatives Nordoff Robins et War Child. Rose avec des bandes longitudinales marron (et une blanche au centre), elle était estimée à 17 920 € elle sera finalement adjugée en décembre 2010 pour 20 250 €
- Cooper S Dsquared Red Mudder (2011, exemplaire unique)

Réalisée par Dean et Dan Caten, et vendue aux enchères à l'occasion du Life Ball 2011.
Étonnante interprétation d'une Cooper S façon rallye-raid: rouge et noire avec roue de secours sur le hayon, pare-buffle et passage de roues élargis, huit phares additionnels dont quatre sur le toit à l'avant de la galerie. C'est une stricte deux places aux vitrage intégralement noir, toit panoramique compris. Avec en prime une feuille d'érable sur chaque porte pour rappeler la nationalité des deux stylistes

### Les séries spéciales sur base Mini III
- One Abbey Road (2008, Italie)

Disponible en Pepper White, Sparkling Silver et British Racing Green, cette série spéciale assez sobre (pack chrome extérieur et coques de rétroviseurs chromés, jantes 16 pouces Bridge Spoke) est intéressante pour sa sellerie tissu mariant le noir et blanc, et son tableau de bord reprenant les mêmes couleurs
- One Trigger (2008, Italie)

Sortie en même temps que la précédente mais dans un esprit plus sportif, cette Trigger est disponible en Lightning Blue, Astro Black et Chili Red avec deux bandes blanches longitudinales courant sur tout le véhicule, des jantes 17 pouces Flame Spoke et un becquet arrière. L'intérieur moins inspiré conserve une ambiance noire standard
- Cooper Monte-Carlo (2008, Singapour)

Série limitée proposée pour 104 800 $ singapouriens, inspirée de la Mini pilotée par Paddy Hopkirk victorieuse au Rallye Monte-Carlo en 1964. De couleur Red Chili ou Mellow Yellow, elle comporte le numéro 37 inscrit sur ses portes. Ses jantes Crown Spoke, ses coques de rétroviseurs, son toit et ses bandes centrales de capot sont blanches
- One, Cooper & Cooper D Graphite Édition (2009, Grande-Bretagne)

Dark Silver avec bandes noires
- One Ray (2009, Italie) puis (2011, Suisse, 300 exemplaires pour l'Australie, Nouvelle-Zélande)

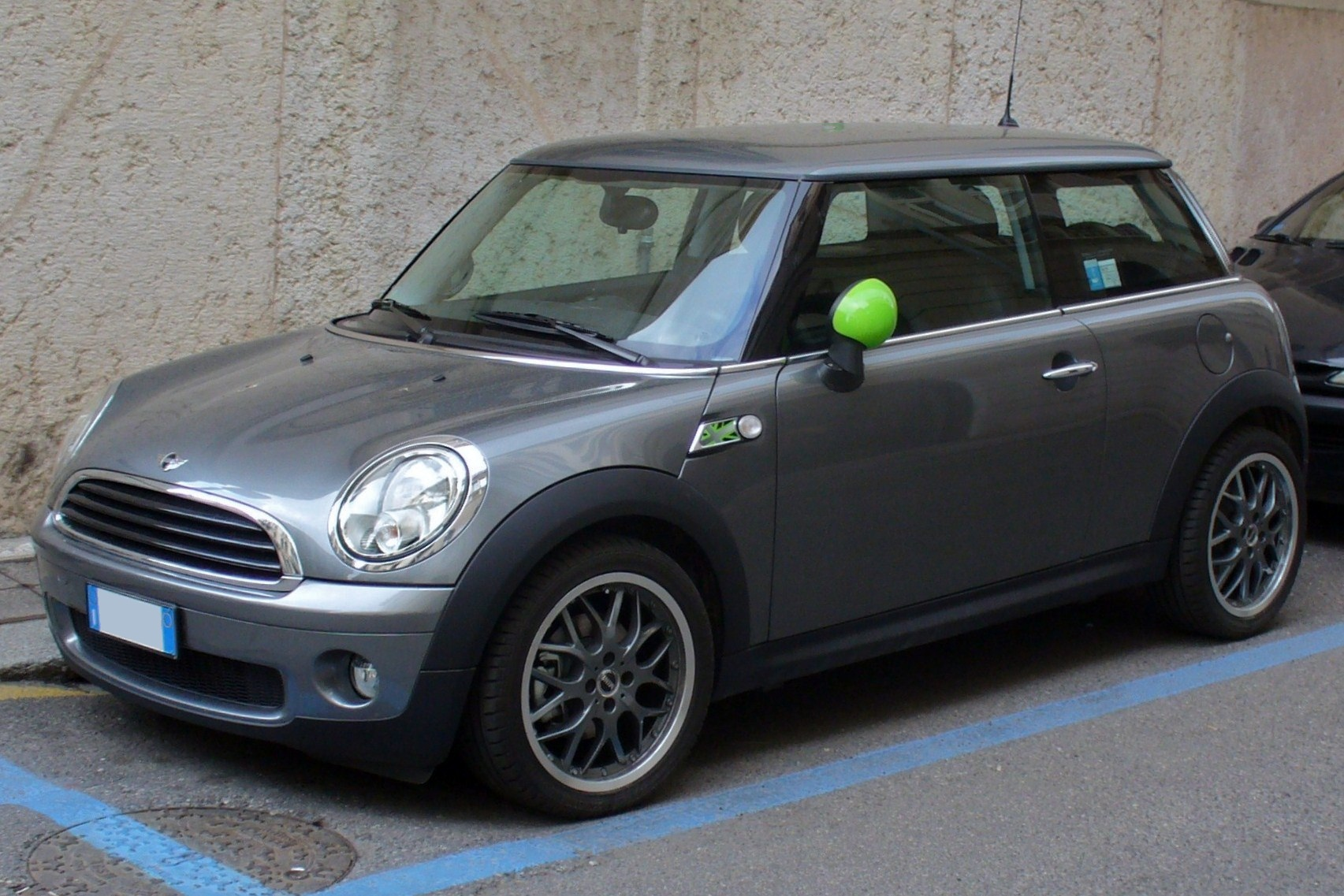
Mini One Ray Dark Silver 2009 avec jantes alu optionnelles (Italie)

Réalisée dans un premier temps pour le marché italien et disponible en Pepper White, Midnight Black ou Dark Silver avec coques de rétroviseurs dans six teintes flashy, l'insigne Union Jack de la même couleur au niveau des répétiteurs de clignotants latéraux, cette série spéciale assez basique est équipée d'enjoliveurs de roue à fines branches de couleur Dark Silver. Elle est vendue avec le moteur 1,4 L au prix assez attractif de 15 900 €.
Disponible ensuite pour différents autres marchés, dont l'Australie (qui ne commercialise pas la Mini One) en White Pepper, Red Chili, Midnight Black, British Racing Green, Velvet Silver qui la propose au prix de 25 500 $ australiens avec le moteur 1,6 L 98 ch.
Pour la Suisse également, avec le moteur 1,6 L 75 ch mais uniquement en White Pepper ou Midnight Black, au prix de 19 990 F suisses
- Cooper, Cooper S & D 50 Mayfair (2009)

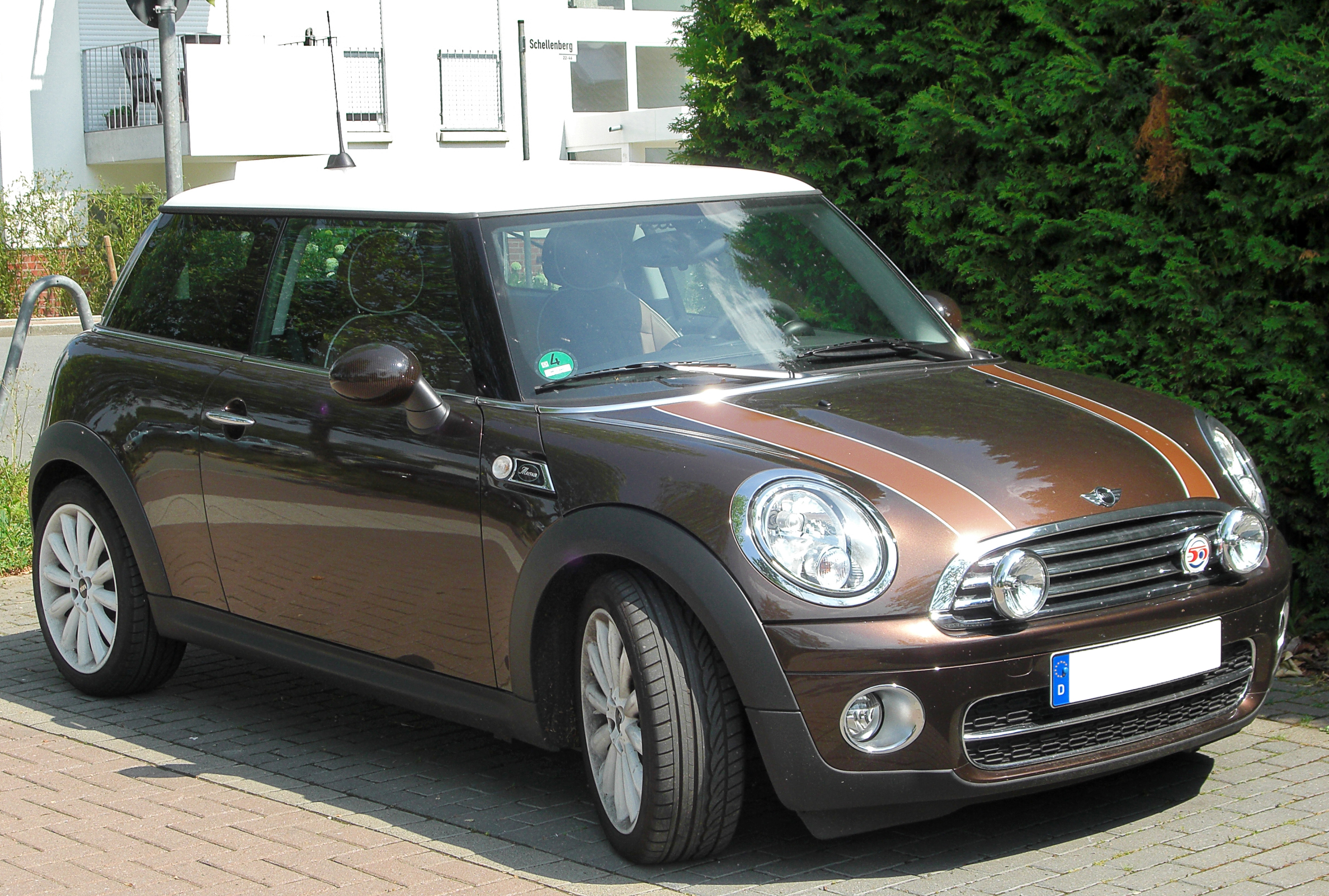
Mini Cooper 50 Mayfair (Allemagne)

Disponible en trois couleurs : Midnight Black, Pepper White et surtout l'exclusif Hot Chocolate avec bandes marron à filets blancs, équipée de jantes 17 pouces Infinite Stream Spoke, cette série limitée marquant le cinquantième anniversaire de la Mini dispose de deux phares additionnels dans la calandre et du pack extérieur chrome.
Pour achever la présentation extérieure, des bandes verticales fines courent le long de ses coques de rétroviseurs (effet Lining). La couleur du toit étant laissée à l'appréciation du client.
L'intérieur est au diapason. Dans la version Hot Chocolate, l'intérieur noir se marie avec une sellerie marron à liserés blancs, jante de volant bicolore noire et marron, avec rappel de l'effet Lining pour les applications décoratives.
Son prix en France varie de 24 200 à 28 300 € selon les modèles
- Cooper, Cooper S & D 50 Camden (2009)

Lancée parallèlement à la Mayfair dans le cadre de la célébration du cinquantenaire de la marque, la Camden se présente d'une manière plus sportive avec sa calandre noire (en France) habillée du seul logo 50 Ans et son capot moteur sans rajout décoratif. Disponible dans les couleurs White Silver, Midnight Black et Horizon Blue, elle repose sur des jantes 17 pouces Silver Shield et ses coques de rétroviseurs couleur carrosserie présentent elles aussi les fines rayures donnant l'effet Lining.
L'intérieur est constitué d'un mélange noir et blanc avec quelques touches d'aluminium, au regard de la sellerie mixte cuir et tissu dite Rag Tech White et de son volant sport en cuir noir avec surpiqûres blanches; les applications décoratives au tableau de bord étant de couleur aluminium avec effet Lining. Petit plus par rapport à la Mayfair: une radio Boost avec système Harman Kardon.
En 2012, son prix en France est compris entre 23 700 et 27 800 € selon les modèles.
- Mini JCW World Championship 50 Edition (2009, 500 exemplaires dans le monde, dont 100 en Grande-Bretagne et 50 aux Etats-Unis)

De couleur Connaught Green avec bandes de capot et toit blancs (pepper white), cette série très limitée est équipée du kit carrosserie JCW, de jantes 18 pouces noires laquées et dispose de deux phares additionnels dans la calandre.
Autre particularité : elle utilise de nombreux éléments en carbone tant à l'extérieur qu'à l'intérieur. Sa sellerie est en cuir dit carbone avec liserés rouges, rouge que l'on retrouve au niveau des applications de la planche de bord en plus d'un volant recouvert d'alcantara.
Créée en hommage au titre de champion du monde des constructeurs de l'écurie Cooper, elle est vendue 40 000 €.
- Cooper Minimalism (2009)

Fabrication responsable, voitures efficientes et engagement social, tels sont les arguments avancés par le constructeur pour sa série MINIMALISM :
1. Fonction d’arrêt et de redémarrage automatique du moteur.
2. Indicateur de changement de rapport.
3. Systèmes de récupération de l’énergie au freinage.
4. Rampe commune.

- Cooper Savile Row (2010, 100 exemplaires uniquement en boîte steptronic pour le Japon)

Exclusivement réservée au marché japonais, cette série limitée très bien équipée (phares au xénon, sellerie cuir) joue sur le strict mais élégant mariage de sa teinte Midnight Black et de son pack chrome extérieur (calandre, entourages de phares, coques de rétroviseurs) avec notamment ses jantes 17 pouces Crown Spoke entièrement chromées. Elle est vendue 3 100 000 Yen soit environ 30 800 €.
- One Stratford (depuis 2010, Singapour)

Plus qu'une série limitée, cette Mini Stratford est une série spéciale qui vient remplacer la version One qui n'était pas adaptée à ce marché avec son moteur 1,4 L et sa climatisation de série. Equipée du 1,6 L 98 ch plus disponible, elle en profite pour proposer une décoration comprenant des bandes rouges et bleues (ou noires et grises) courant du capot au coffre, ces mêmes bandes étant présentes le long des bas de caisse. L'intérieur comprend une sellerie mixte cuir et tissu rouge et noire.
Elle n'est disponible à l'origine qu'en White Pepper et Red Chili, avec des jantes 15 pouces en aluminium, et gracieusement, l'importateur propose la boite automatique sans supplément de prix
- Cooper & Cooper D, S & JCW Mat Edition (2011, 250 exemplaires pour la France)

Surfant sur la vague des peintures mates, cette série limitée et numérotée (sur les ouïes latérales, le porte-clé, et une plaque à l'intérieur de la voiture), cette Mini Midnight Black est dotée d'un film noir mat garanti deux ans (qui peut ensuite être enlevé) et de coques de rétroviseurs extérieurs et intérieur à damiers noirs et blancs.
Le supplément de prix est de 2 800 € par rapport au modèle choisi par le client
- One & One D, Cooper, berline, cabriolet et Clubman Avenue package (2011, Grande-Bretagne)

Highclass Grey et Laguna Green
- Cooper cabriolet 2 Millionth Edition (2011, réalisée en 1 seul exemplaire)

White Silver avec bandes noires et capote bleue, offerte au gagnant du concours 2 Million Mini - 2 Million Faces, jeu dans lequel il fallait rajouter aux autres sa photo de profil pour finalement voir apparaître la photo de la voiture.
- One & One D, Cooper & Cooper D Pimlico (2011, Grande-Bretagne)

Laser Blue avec bandes noires
- Cooper & Cooper D by Stress (2011, Suisse)

Réalisée en collaboration avec le rappeur suisse, avec application d'un film noir mat garanti 3 ans
- Cooper S Ace (2011, Suisse)

Chili Red toit blanc, décorations à damiers sur les flancs
- Mini Monte-Carlo (2011, 200 exemplaires pour la France)

Sur une base de Cooper S (184 ch), proposée exclusivement en Chili Red avec double bande centrale de capot et de coffre (avec un rappel de ces bandes sur les bas de caisse qui débute par un damier sur les ailes avant), coques de rétroviseurs, toit, et jantes 17 pouces blanches, cette série limitée est dotée de quatre phares additionnels dans la calandre qui lui donne un look très rallye.
L'intérieur est à l'avenant avec des sièges sport en cuir noir et liserés rouges dont les appuie-têtes sont brodés d'un Édition Monte-Carlo, un volant sport en cuir bicolore noir et rouge avec rappel de la numérotation, des inserts latéraux rouges dans les portes, et des applications décoratives de console centrale à damiers rouges et blancs.
De nombreuses possibilités de personnalisation sont offertes puisque l'auto a accès au catalogue d'accessoires JCW, faisant que son prix de base de 35 920 € peut être dépassé allègrement.
- Cooper & Cooper S Crystal (2011, Japon)

Dénommée en hommage au célèbre palais d'exposition londonien (le Crystal Palace), cette série limitée japonaise est disponible exclusivement en High Classic Grey avec le toit noir. Son tarif débute à 3 170 000 Yens.
- Cooper & Cooper D et cabriolet Soho Edition (2012, Grande-Bretagne)

Exclusivement en White Silver et toit noir, jantes bicolores
- Cooper & Cooper D, S, SD cabriolets Highgate (2012)

Série limitée uniquement disponible en cabriolet, dont dans la peinture exclusive Iced Chocolate avec capote Silver Touch Brown et sellerie marron Dark Truffle avec surpiqûres blanches et passe-poils bleu clair, ou White Silver et Midnight Black. Toutes sont proposées avec doubles bandes de capot bleues, noires et brun
- Cooper S Inspired by Goodwood (2012, 1 000 exemplaires pour le monde entier et uniquement en boîte steptronic)

Dévoilée en première mondiale au salon de Shanghai en Chine en avril 2011, cette série très spéciale est due à Alan Sheppard, responsable du design intérieur chez Rolls-Royce.
Elle est disponible dans deux teintes exclusives Rolls-Royce Diamond Black et Reef Blue avec cuir Cornsilk beige Rolls-Royce, cachemire au plafond, moquettes épaisses en laine d'agneau, applications bois Walnut Burr elles aussi issues de la célèbre marque de Goodwood. Instrumentation intérieure de couleur noire reprenant le design Rolls-Royce (cadrans noirs). Baguettes de seuils de portes et ouïes latérales siglées, jantes 17 pouces Multispoke couleur aluminium et toutes options du catalogue. Cette série comporte une plaque numérotée au bas de la console centrale.
À ce jour la Mini d'usine la plus chic et la plus chère de tous les temps. Son prix est de 53 000 $ aux États-Unis, 47 000 € en France, 41 000 £ en Grande-Bretagne (tarifs 2012). Peu d'options disponibles, bien que la fiche d'équipements ne laisse pas apparaître le GPS
- Cooper Allblack (2012, Mexique)

Comme son nom l'indique et en dehors du pack chrome, cette Cooper équipée des phares au xénon est de couleur Midnight Black avec jantes 17 pouces Conical Spoke noires. Seules les cadrans blancs au tableau de bord contredisent l'ensemble qui est proposé en boite manuelle pour 23 600 $ US et 25 100 $ en boite Steptronic
- Cooper S Redcliffe (2012, Mexique)

Série spéciale assez classique disponible dans huit coloris de la gamme avec des bandes longitudinales courant sur tout le véhicule, kit carrosserie usine (bien que ce ne soit pas une JCW) et sellerie mixte cuir et tissu bicolore, proposée à partir de 28 100 $ US
- Mini JCW The Devil (2012, 50 exemplaires pour le Mexique)

Equipée du kit carrosserie avec des jantes 17 pouces noires, de couleur Midnight Black avec toit (et toit ouvrant panoramique), coques de rétroviseurs et étriers de freins rouge, filets rouges sur capot, ce jouet mexicain doté de phares au xénon et de la hifi Harman Kardon disponible uniquement en boite manuelle est annoncé pour 37 500 $ US avec une sellerie cuir à surpiqûres rouges
- Cooper Fun Edition (2012, Chine)
- Cooper Excitement Edition (2012, Chine)
- One Online Only 25 Edition (2012, 25 exemplaires pour la Suède)

Cette série très limitée est intéressante, non tant par l'originalité ou la richesse de ses équipements, mais surtout par sa technique de vente: elle est en effet vendue exclusivement en ligne sur le site Mini suédois.
Elle n'est disponible qu'en Pepper White, larges bandes rouges et fines bleues remontant sur le côté droit du capot puis le toit blanc, et à l'horizontale sur la base des flancs avec logo au bas des ailes arrière, ouïes latérales et baguettes de seuils de portes siglées, jantes Spoke 17 pouces noires, phares additionnels dans la calandre. Son prix est de 224 900 SEK (environ 25 600 €)
- Cooper S Ink (2012, Moyen-Orient)

Matt Black ou Matt Grey, toit et jantes noirs, coques de rétroviseurs chromées, toutes options
- Cooper & Cooper D, S & SD London 2012 (2012, 2012 exemplaires pour la Grande-Bretagne)

Nées du partenariat entre le groupe munichois et les organisateurs des Jeux Olympiques 2012 à Londres, dont la marque est partenaire officiel, Chili Red, White Silver et Lightning Blue. Coques de rétroviseurs et toit blanc, ce dernier étant décoré du logo des JO, avec une bande bicolore (noire et couleurs rappelant l'Union Jack) courant le long du véhicule sur son côté gauche. L'intérieur est personnalisé sur le même principe: cuir brodé avec le logo, et décorations intérieures toujours avec ce même logo. Les tarifs vont de 17 800 à 20 860 £.
- One & One D, Cooper & Cooper D Baker Street (2012)

Version tendance disponible avec les teintes de carrosserie Rooftop Grey, Pepper White et Midnight Black. Bandes noires sur le capot, jantes 16 pouces et toit noirs (sauf pour la One). Intérieur avec sellerie mixte cuir et tissu
- Cooper & Cooper D, S & SD Bayswater (2012)

Avec une teinte exclusive Kity Blue ou Midnight Black et Eclipse Grey, cette version sportive dispose de bandes centrales rayées grises et bleues sur le capot, d'un toit noir, et de jantes 17 pouces bicolores. À l'intérieur: sellerie cuir avec surpiqûres bicolores rappelant la couleur des bandes du capot
- One & One D, Cooper & Cooper D Docklands (2012, France)

Série spéciale de base disponible en White Pepper ou Velvet Silver disponible avec des jantes 15 pouces Seven Holes, des bandes de capot noires (larges) et orange (fines), avec un rappel de ces mêmes bandes le long des bas de caisse, l'extérieur étant fini avec un pack extérieur chrome et des coques de rétroviseurs peintes couleur carrosserie. Premier prix à partir de 15 790 €

### Les versions hors-série de la Mini III: les préparateurs et carrossiers
Pour la Mini III, la tendance qui se contentait jusqu'alors d'un tuning sportif finalement assez sobre avec des représentants tels qu'AC Schnitzer, Arden, Hamann, va nettement s'orienter vers une débauche de luxe qui frise parfois l'ostentatoire. En voici quelques exemples intéressants :
- Cooper S Minimini par Castagna (2010, réalisée à quelques exemplaires)

Version raccourcie au niveau de l'empattement du carrossier milanais qui transforme le véhicule en deux places par suppression de la banquette arrière avec un aménagement intérieur ultra chic
- Cooper S & S JCW RS par Novak Motorsport (2010, Allemagne)

Ce préparateur allemand au catalogue bien fourni propose trois niveaux de puissance pour les Cooper S : de 210 à 230, voire 260 ch; ainsi qu'une originale livrée vert olive mat avec toit noir
- Cooper S Bully par TopCar (2010, 25 exemplaires pour la Russie)

Version très design de la Mini personnalisée par Denis Simachev avec des bandes de capot longitudinales et un graphisme latéral original, basée sur le kit carrosserie noir laqué du préparateur qui comprend notamment un nouveau bouclier avant doté de feux diurnes à LED horizontaux.
L'intérieur luxueux dont l'ensemble des panneaux et le tableau de bord sont recouverts de cuir, comprend une sellerie cuir noir avec partie intérieure du siège à damiers surpiqués et des liserés ET des surpiqûres blanches, ainsi que de nombreuses applications décoratives en carbone.
La modification comprend également une préparation moteur, freins, suspensions, dont TopCar ne révèle pas les détails.
- Cooper S Bully Moscow par TopCar (2010, 25 exemplaires pour la Russie)

Cette deuxième variante tout aussi extrême se veut plus flower power dans son graphisme inspiré des traditionnelles peintures sur bois Khokhloma, et bien qu'elle comporte des modifications extérieures parfaitement identiques à la Bully normale. Les applications décoratives intérieures rappellent aussi la décoration extérieure. Avec sa sœur, cette auto a été présentée au salon Top Marques de Monaco en avril 2010
- Cooper S the Italian Job par Vilner (2011, Bulgarie)

L’intérêt des préparations opérées par Vilner ne tient pas tant dans leur look extérieur, somme toute assez traditionnel avec leur kits carrosserie JCW accompagnés de jantes 18 pouces hors-série et d'une éventuelle peinture gris alu mat combinée avec un dechromage total et des bandes de carrosserie maison.
C'est surtout l'aménagement intérieur qui vaut le détour, l'entreprise de Sofia s'étant fait la spécialité de transformer l'habitacle avec une sellerie en cuir Nappa dont les motifs et coutures (la découpe en damiers) prend assez fidèlement exemple sur les intérieurs Bentley. Tous les plastics intérieurs sont recouverts soit de cuir, soit d'alcantara. Plutôt que de faire référence aux deux célèbres films, Vilner aurait pu appeler son modèle inspired by Crewe (le siège de Bentley).